# Barentsburg
Barentsburg (rusă Баренцбург) este cea de-a doua localitate ca mărime demografică din arhipelagul norvegian Svalbard, cu majoritatea populației de origine rusă sau ucraineană. Este situat în partea de vest a insulei Spitsbergen, la o distanță de 55 km V de Longyearbyen. A fost fondat de către olandezi ca și centru de exploatare a cărbunilor (anii 1920), iar aceștia și-au vândut concesiunea Uniunii Sovietice. Din 1932 compania rusă Arktikugol exploatează resursele locale. În Barentsburg se găsește cea mai nordică misiune diplomatică de pe glob, anume un consulat rusesc.